# Площі Жмеринки

## Перелік
| Назва          | Мапа | Координати                                                                  | Короткі відомості | Місцевість          | Зображення           |
| Базарна        |      | 49°02′21.8″ пн. ш. 28°06′57.3″ сх. д. / 49.039389° пн. ш. 28.115917° сх. д. | Розташована у північній частині центру міста на вулиці Нижній Базарній. Вулиці не прилучаються. Названа за речовим ринком (базаром), що розташований у буд. №1. Можна дістатися автобусом №1б. | Центр               | Базарна площа        |
| Героїв Майдану |      | 49°02′07.7″ пн. ш. 28°06′52.5″ сх. д. / 49.035472° пн. ш. 28.114583° сх. д. | У радянський період — площа Юрія Гагаріна. Утворена 11 квітня 2014 р. згідно з рішенням міської ради. Знаходиться на перехресті із вулицями Б. Хмельницького, Центральною та Соборною. Названа на честь героїв Євромайдану — Небесної сотні. Неподалік знаходиться зупинка автобусів №№: 1а, 1б, 3, 6, 7, 9а. | Центр               | Площа Героїв Майдану |
| Миру           |      | 49°02′09.3″ пн. ш. 28°06′46.0″ сх. д. / 49.035917° пн. ш. 28.112778° сх. д. | Центральна площа міста та популярне місце для прогулянок. Утворена наприкінці 1990-их рр., у зв'язку із розчищенням ділянки від забудови кінця XIX початку XX ст. У 2003 р. на площі з'вилася церква Олександра Невського. Неподалік знаходиться автовокзал та зупинка автобусів № 1а.                        | Привокзальний масив | Площа Миру           |
| Привокзальна   |      | 49°02′06.1″ пн. ш. 28°06′42.4″ сх. д. / 49.035028° пн. ш. 28.111778° сх. д. | Площа розташована на вулиці Б. Олійника, поруч із приміською автостанцією. Назва походить від залізничного вокзалу, що розташований поруч. Можна дістатись автобусами всіх маршрутів. | Привокзальний масив | Привокзальна площа   |